# Mehmed Tahir Ağa
 (mai 2025).
 Mehmed Tahir Ağa  était un architecte ottoman. Il fut architecte impérial en chef sous Mustafa III de 1761 jusqu’en 1784.  Il fut nommé à ce poste par trois fois, alternant avec Abdi Ağa puis Hafız İbrahim Ağa pendant de courte périodes. Il est l’un des architectes de style baroque ottoman.

## Contributions
Parmi ses contributions les plus importantes figurent la Mosquée Ayazma (1760), la Mosquée Laleli et la tombe de Moustafa III (1763), ainsi la reconstruction de la Mosquée Fatih.